# Adolfo Meléndez
Adolfo Meléndez Cadalso (* 2. Juni 1884 in A Coruña; † 4. Juni 1968 in Madrid) war ein spanischer Fußballfunktionär.

## Erste Amtszeit
Meléndez war von Anfang an mit dem Madrid Foot Ball Club verbunden, als Spieler und als Sekretär des ersten Verwaltungsrates nach Gründung des Vereins im Jahr 1902. 1908 wurde er zum vierten Präsidenten des Vereins gewählt. Während seiner ersten Amtszeit, die bis Juli 1916 währte, erfolgte die Errichtung des Estadio de O’Donnell, wo es eine Tribüne für 200 Zuschauer und erstmals auch Umkleidekabinen für die Spieler gab. Das Stadion wurde am 31. Oktober 1912 mit einem Spiel gegen den Racing Club Irún offiziell eingeweiht. Drei Mal gewann der Verein in dieser Zeit den Campeonato Centro: 1909/10, 1912/13, 1915/16. Aufgrund seines verdienstvollen Wirkens wurde Meléndez 1913 zum Ehrenpräsidenten des Vereins ernannt.

## Zweite Amtszeit
Nach Ende des spanischen Bürgerkriegs wurde im April 1939 ein neuer Vorstand gewählt, um den Verein wiederzubeleben, und Adolfo Meléndez zum zweiten Mal zum Präsidenten ernannt. Er ließ das schwer beschädigte Estadio de Chamartín wieder instand setzen, so dass es am 22. Oktober 1939 mit einem Sieg im Madrider Derby gegen den Athletic Aviación Club wiedereröffnet werden konnte. Am 27. November 1940 übergab er sein Amt an Antonio Santos Peralba.